# زبان عفار
زبان عفاری زبانی افرو-آسیایی است که توسط مردم عفار در جیبوتی و اریتره سخن گفته می‌شود. این زبان در سال ۲۰۰۷ حدود ۱.۴ میلیون نفر گویشور داشت. 